# Приторський
Приторський — ландшафтний заказник місцевого значення. Об'єкт розташований на території Покровського району Донецької області, на території Новоекономічної сільської ради.
Площа — 166,3 га, статус отриманий у 2018 році.
Правий берег водосховища, вкритий степовою та лісовою деревною (сосона звичайна та дуб звичайний), рослинністю з різнотравним степом, лучною вологолюбною мезофітною та гідрофітною рослинністю, з видами рослин, які внесені до Червоної книги України (ковила Лессінга, ковила волосиста) та переліку видів рослин, які знаходяться під загрозою зникнення на території Донецької області (белевалія сарматська та гіацінтик блідий).